# 蒙古斑

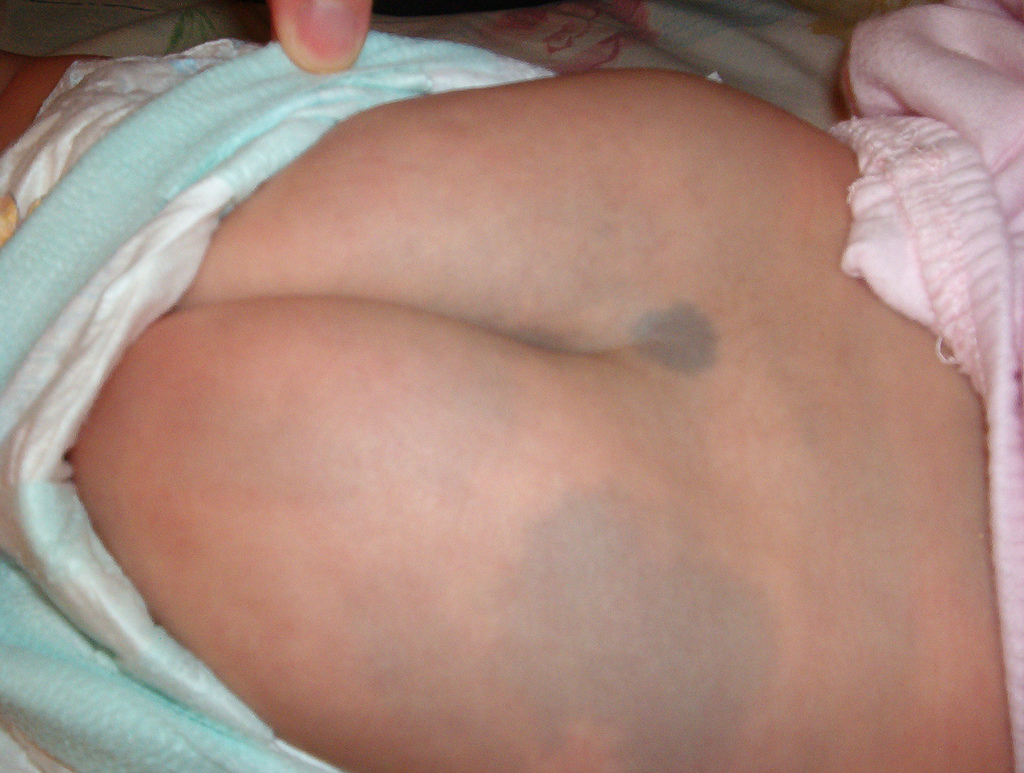
生後6か月の蒙古斑（台湾の女児）

蒙古斑（もうこはん、英: Mongolian Spot、Mongolian Blue Spot）は、先天的に発生する幼児の、主に仙椎の部分の皮膚にでる薄青い灰色の母斑のこと。発疹の様に見える。通常は3 - 5歳で消失する。通常、所々に現れるか、一つの大きなものが、腰椎、仙椎、臀部、脇腹、肩に現れる。頻度は低いが臀部以外の手足や顔などの部位にも現れ、これは異所性蒙古斑と呼ばれる。

## 原因
胚の発育の段階で、真皮内のメラノサイトが神経堤から表皮までの移動する間に受ける刺激によって発生する。性差は認められず、男女とも同じ割合で発生する。真皮メラノサイト（蒙古斑細胞）は、生後の種々の色素病変に関係する。太田母斑、口唇裂に合併した蒙古斑、後天性太田母斑様メラノージス、色素血管母斑症などである。
江戸時代の日本人は、妊娠中の性行為で出血した跡と考えた。ドイツから内科学教授として東京大学に招かれたエルヴィン・フォン・ベルツはこれをモンゴロイドの特徴ととらえ、1885年に"Mongolian Spot"を提唱した。1930年、師岡浩三は『本邦人の蒙古斑について』という120ページに亙る学位論文を発表、顕微鏡的には胎児3か月、肉眼的には7か月で蒙古斑細胞が出現する。またその細胞は、2歳まで増加し、顕微鏡的には一生つづくと発表した。

## 分布
蒙古斑はモンゴル人、中国人、日本人、韓国人、アメリカ大陸先住民に高頻度で現れることから、ベルツによってモンゴロイドの特徴とされたが、実際にはネグロイドにも高頻度で現れる。逆に古モンゴロイドに属するアイノイド（アイヌ）は11%と稀である。
発生率はモンゴル人の幼児で95%、他の東アジア人の幼児で80%、ヒスパニック系の幼児で40-50%、インド・ヨーロッパ語族の幼児で1-10%と言われている。西欧において、蒙古斑の知識がない人々やソーシャルワーカーや医療スタッフが、児童虐待による傷であると誤解することもある。

## 日本語における言い回し
蒙古斑が乳幼児の臀部に出現することから、子供や若者が未熟であることに対して、「尻（けつ/しり）が青い」、「青二才」、「まだ青い」という表現がなされる。

## 異所性蒙古斑
臀部以外の蒙古斑、仙骨部外蒙古斑は、異所性蒙古斑とも呼ばれるが、成長しても消えにくい。良性のため治療の必要は無いが、精神的苦痛を緩和するためレーザー治療が行われる場合がある。色素が真皮下層や脂肪組織に存在するため、治療効果は得られにくいと報告されているが、早期に治療を開始すると治療効果が高い。

## 治療
蒙古斑はほとんどが10歳前後までには消えるため自然な消失を様子見する。1-2%の人は思春期を過ぎても残っているが、レーザー以外の治療は推奨できない。